# Agustín Estrada
General Agustín Estrada fue un militar mexicano que participó en la Revolución mexicana. Nació en Ciudad Guerrero, Chihuahua. Participó en la lucha armada de 1910 y 1911; alcanzó el grado de coronel. Remplazó al General Pascual Orozco en el mando de las fuerzas rurales de ese estado, colaborando en la campaña contra los rebeldes orozquistas. Luchó contra Victoriano Huerta a las órdenes de Francisco Villa. Murió en la Batalla de Celaya en 1915.